# Hygroamblystegium
Hygroamblystegium là một chi rêu trong họ Amblystegiaceae.